# Camellia quinqueloculosa
Camellia quinqueloculosa là một loài thực vật có hoa trong họ Theaceae. Loài này được S.L.Mo & Y.C.Zhong mô tả khoa học đầu tiên năm 1985.